# Chalcophora detrita
Chalcophora detrita ist ein Käfer aus der Familie der Prachtkäfer und der Unterfamilie Buprestinae. Die Gattung Chalcophora ist in Europa mit drei Arten vertreten, die Art Chalcophora detrita mit der Nominatform Chalcophora detrita detrita und der Unterart Chalcophora detrita marani. Novak hat 2002 eine weitere Unterart Chalcophora detrita margotana aus Zypern beschrieben. Chalcophora detrita fehlt im Norden, Westen und der Mitte Europas.
Von einigen Autoren werden auch die Unterarten Chalcophora mariana massiliensis und Chalcophora mariana maura als Arten eingestuft.

## Bemerkungen zum Namen
Der Käfer wird erstmals 1829 von Klug unter dem Namen Buprestis detrita beschrieben. Er wurde bei einer Reise Ehrenbergs und Hemprichs durch Nordafrika und Westasien in Syrien gefunden. Die Beschreibung enthält das Merkmal elytra obsolete striata, foveolis duabus planis (lat. die Flügeldecken sind obsolet gestreift, mit zwei ebenen Gruben). Dadurch erklärt sich der Artname detrītus (lat. abgerieben): die Flügeldecken sind wesentlich schwächer skulpturiert als bei der sonst sehr ähnlichen Art Chalcophora mariana.
Die Unterart Chalcophora detrita marani wurde 1935 von Obenberger beschrieben und nach dessen Assistent Josef Mařan benannt.
Der Gattungsname Chalcophora taucht 1833 ohne Beschreibung im Katalog zu den Käfern von Dejean auf und wird im gleichen Jahr von Solier beschrieben. In beiden Fällen wird als Namensgeber Serville genannt und in beiden Fällen wird der Name nicht erklärt. Nach Schenkling ist er von altgr. χαλκός "chalkós" für "Erz" und φορός "phorós" für "tragend" abgeleitet und spielt auf den Erzglanz des Käfers an. Dieser ist jedoch bei Chalcophora detrita höchstens schwach ausgebildet.

## Merkmale des Käfers
| Abb. 1: Aufsicht ♂                                                                                                 | Abb. 2: Aufsicht ♀ |
| Abb. 3: Unterseite ♂                                                                                               | Abb. 4: Seitenansicht                                                                                                  |
| Abb. 5: Vorderansicht                                                                                              | Abb. 6: Spitze Flügeldecken                                                                                            |
| Abb. 7: Analsternit ♀                                                                                              | Abb. 8: Analsternit ♂                                                                                                  |
| Abb. 9: Ausschnitt Unterseite                                                                                      | Abb. 10: Oberkiefer, siehe Text                                                                                        |
| Abb. 11: Prosternum, oben getönt blau: Vorderhüfte grün: Mittelbrust gelb: Mittelhüfte rot gestrichelt: Punktreihe | Abb. 12: Mundwerkzeuge ventral, rechts getönt; rot: Unterkiefer gelb: Lippentaster grün: Kiefertaster blau: Oberkiefer |
| Abb. 13: Vorderansicht                                                                                             | Abb. 14: Ausschnitt Flügeldecke unten getönt gelb: Flügeldeckennaht blau: Rippen grün: Intervalle                      |

Der Käfer erreicht eine Länge von 30 bis 38 Millimetern bei einer Breite von 9,5 bis 14 Millimetern. Von den beiden anderen europäischen Arten der Gattung unterscheidet er sich außer durch seine beachtliche Größe leicht dadurch, dass der Halsschild vor allem seitlich deutlich stärker skulpturiert ist als die relativ glatten Flügeldecken, während bei den anderen Arten auch die Flügeldecken markant skulpturiert sind. Der Käfer ist oberseits schwarz bis schwarzbraun. Kurz nach dem Schlüpfen ist er weiß oder gelb bestäubt, der Belag wird aber leicht abgerieben und findet sich später nur noch in den Vertiefungen.
Der Kopf ist auffällig längs gerunzelt und in der Mitte deutlich längs gefurcht. Er trägt zwei undeutliche Längsrippen und ist grob punktiert. Die ovalen fein facettierten Augen sind mäßig vorspringend.
Die elfgliedrigen Fühler sind lang, schlank und nur schwach gesägt.
Die Abbildungen 10 und 12 zeigen die Mundwerkzeuge. Die Oberlippe ist vorn ausgeschnitten.
Die Kiefertaster (in Abb. 12 rechts grün) sind viergliedrig, lang und dünn, das erste und letzte Glied ist kürzer als die beiden mittleren Glieder. Das letzte Glied des dreigliedrigen Lippentasters (in Abb. 12 rechts gelb gerade noch sichtbar) ist kegelförmig und länger und dünner als das zweite. Nach Calwer sind die Oberkiefer bei Chalcophorastark gekrümmt und vierzähnig, die zwei mittleren Zähne sehr klein. Dies bedarf jedoch einer Präzisierung. Die Innenseite der Oberkiefer ist so stark ausgehöhlt, dass sowohl die Oberkante, als auch die Vorderkante und die Unterkante als Schneide ausgebildet sind. Die beiden Oberkiefer sind, besonders bezüglich der Zähnchen, nicht exakt spiegelbildlich und die Zähnchen werden mit dem Alter abgenutzt. In Abbildung 10 ist links der linke Oberkiefer von oben/vorn, in der Mitte der rechte Oberkiefer in gleicher Lage und rechts der linke Oberkiefer von unten abgebildet, alle drei leicht gekippt, damit die Schneiden deutlich sichtbar sind. Die gelbe Pfeilspitze zeigt auf die obere Schneide, die gründe Pfeilspitze auf die vordere Schneide und die blaue Pfeilspitze auf die untere Schneide. Man erkennt auf der vorderen Schnittkante ein Zähnchen, das beim rechten und linken Oberkiefer ungleich prägnant ausgebildet ist. Calver bezieht sich offensichtlich auf die untere Schnittkante, die erst beim Präparieren ganz sichtbar wird. Bei dem rechts abgebildeten Exemplar sind die mittleren Zähne sehr gut ausgebildet, bei dem links und in der Mitte abgebildeten Exemplar ist das Zähnchen der vorderen Schneide schon ziemlich abgenutzt.
Der Halsschild (Abb. 13) ist viereckig und länger als breit, er verläuft hinter den Augen konkav und zwischen diesen Einbuchtungen breit konvex (doppelbuchtig). Die Vorderwinkel sind zugespitzt. Seitlich ist der Halsschild im ersten Drittel schwach konvex gerundet, dann verläuft er gerade nach hinten und ist schwach gerandet. Die Hinterwinkel sind etwa rechtwinklig. Hinten ist der Halsschild spiegelbildlich zum Vorderrand vor den Achseln einwärts, vor dem Schildchen auswärts gewölbt. Entlang der Mitte des Halsschilds verläuft ein glatter, durchgehender und wenig erhabener Längsstreifen, seitlich davon rinnenartig abgesetzt eine weniger auffällige Rippe. An den Seiten ist der Halsschild tief verrunzelt und grob punktiert.
Das Schildchen ist deutlich erkennbar. Es ist klein und rundlich.
Die Flügeldecken sind etwa dreieinhalb mal so lang wie der Halsschild und gemeinsam breiter als dieser. Sie sind seitlich gerandet. An den Schultern sind sie etwas verbreitert, an den Hüften etwas geschwungen und dahinter verengen sie sich und enden in einer abgerundeten Spitze. Die Form des Flügeldeckenendes und der Nahtspitze werden zur Unterscheidung der drei europäischen Arten herangezogen. Bei Chalcophora detrita ist die Naht zu einem kleinen spitzen Zähnchen ausgezogen. Daneben sind die Flügeldecken nicht deutlich ausgerandet, das Zähnchen endet auf gleicher Höhe wie die Spitze der Flügeldecke (Abb. 6).
Die ursprüngliche Flügeldeckenstruktur ist weitgehend erloschen, die beiden hintereinander liegenden Grübchen auf jeder Flügeldecke sind nur noch angedeutet. Auch die weit voneinander entfernten Längsrippen sind nicht markant ausgebildet (Abb. 14). Die Flügeldecken sind gleichmäßig, wenig dicht und mäßig fein bis sehr fein punktiert.
Die Beine sind kräftig, die Tarsen alle fünfgliedrig. Das Basalglied der Hintertarsen ist gestreckt.
Die glänzende Unterseite ist ebenfalls schwarz, nur die Punkte der stellenweise dicht stehende Punktierung sind häufig kupferfarben (Abb. 9). Das letzte Abdominalsternit ist beim Männchen tief ausgeschnitten (Abb. 8), beim Weibchen in einer stumpfen Spitze auslaufend (Abb. 7). Die Vorderbrust bildet zwischen den Vorderhüften einen breiten Kiel. Auf ihm verlaufen zwei Längsreihen aus groben Punkten, die nach vorn divergieren und nach hinten auch zu einer gemeinsamen Furche konvergieren können (in Abb. 11 verlaufen sie parallel).
Die Unterarten detrita detrita, detrita marani und detrita margotana unterscheiden sich im Verbreitungsgebiet und in der Ausbildung der Längsrippen auf den Flügeldecken. Diese sind bei der Nominatform nicht vorhanden oder kaum erkennbar. Bei detrita marani sind fünf Rippen noch deutlich erkennbar, auch in der hinteren Flügeldeckenhälfte (Abb. 14 zeigt einen Ausschnitt aus dem hinteren Drittel der Flügeldecke bei detrita marani). Bei detrita margotana sind die fünf Rippen nur in der Vorderhälfte der Flügeldecken sichtbar, auf der hinteren Flügeldeckenhälfte fehlen zumindest die drei mittleren Rippen.
Außerdem ist die Bestäubung der Tiere bei der Nominatform kräftig gelb, bei detrita marani und bei detrita margotana dagegen schneeweiß. Der flache, glänzende Mittelkiel des Halsschilds ist bei margotana breit und verflacht, bei marani und der Nominatform schmäler und etwas erhaben.

## Eigenschaften der Larve
Die Larve von Chalcophoro detrita weisen auf dem Pronotum und dem Prosternum lange Querrunzeln auf, während die beiden anderen europäischen Arten der Gattung längliche quer liegende Körnchen und kurze Runzeln haben. Bei der V-förmigen Rille auf dem Pronotum verlaufen die beiden Äste nicht geradlinig, sondern leicht geschlängelt (Foto).

## Biologie
Die Larve entwickelt sich in Stümpfen und dicken abgestorbenen Ästen verschiedener Arten der Kiefer. Allerdings legen die Weibchen auch auf kürzlich gefällte Stämme ihre Eier ab. Die befallenen Hölzer können mehrere Jahre zur Eiablage benutzt werden. Da die Entwicklung mehrjährig ist, kann man Larven verschiedener Jahrgänge im gleichen Stamm finden. Das Holz wird dabei zunehmend zu Mehl zerfressen. Dennoch werden durch den Käfer keine nennenswerten forstwirtschaftlichen Schäden verursacht.
Die Käfer sind von März bis September teilweise häufig an geeigneten Brutplätzen zu finden.

## Vorkommen
Die Nominatform des Käfers findet man in Italien, Albanien, der europäischen Türkei und in Griechenland nur auf den östlichen Nordägäischen Inseln Lesbos, Samos und Chios und auf dem Dodekanes, weiter auf Rhodos, sowie im Nahen Osten und weit in die östliche Paläarktis hinein.
Die Unterart marani kommt dagegen in Kroatien, dem griechischen Festland, auf Kreta und den nördlichen Sporaden sowie auf der Insel Thasos vor.
Die Unterart margotana ist nach den derzeitigen Erkenntnissen auf Zypern beschränkt.